# Paul Dixon
Paul Dixon (Aberdeen, 22 ottobre 1986) è un calciatore scozzese, difensore del Peterhead.

## Carriera

### Club
Paul Dixon nasce ad Aberdeen e inizia a giocare a calcio nella squadra giovanile del Monifieth Athletic. Venne in seguito acquistato dal Dundee all'età di 12 anni notato dagli scout mentre era nella formazione under 13 locale.
Nella sua nuova squadra Dixon debutta nel luglio 2005 in un match di Scottish Challenge Cup facendo poi il suo debutto in campionato al settimana successiva.
Il 23 giugno 2008 il giocatore viene ingaggiato dalla squadra rivale della stessa città: il Dundee Utd. Gioca con continuità durante tutta la stagione e conclude con 29 presenze in campionato impreziosite da 1 gol, ma soprattutto da ben 9 assist entrando nel cuore dei tifosi che lo nominano il miglior giovane giocatore dell'anno.
Il 27 giugno 2012, Dixon firma un contratto di tre anni con l'Huddersfield Town trasferendosi quindi a giocare nella terza divisione inglese.

## Palmares

### Competizioni nazionali
- Coppa di Scozia: 1

Dundee United: 2009-2010
- Scottish Challenge Cup: 1

Dundee United: 2016-2017